# Euchorium
Euchorium es un género con una especies de plantas de flores perteneciente a la familia Sapindaceae. Su única especie, Euchorium cubense, es endémica de Cuba. No se le ha vuelto a localizar desde su descubrimiento, pese a múltiples búsquedas. Por tanto, se le considera extinguida.

## Especies seleccionadas
- Euchorium cubense